# Manuel Sagnier Vidal-Ribas
Manuel Sagnier Vidal-Ribas (Barcelona, 1891-1976) Jugador i dirigent esportiu en l'àmbit de l'hoquei.
Jugador d'hoquei, va ser el capità del Reial Polo Jockey Club que el 1916 es va proclamar primer campió d'Espanya. Va ser vicepresident del subcomitè d'hoquei de la Federació Catalana d'Atletisme, i els 1923 va entrar a la Federació Catalana de Hockey també com a vicepresident, a la primera Junta Directiva encapçalada per Santiago Güell i López i el mateix any ja es va convertir en president i quatre anys després, el 1927, va tornar a ocupar la presidència durant uns mesos. Soci i membre de la Junta Directiva del Polo, també va ser vocal responsable de les seccions d'hoquei i tennis, motiu pel qual també va formar part de la Junta Directiva de l'Associació Lawn Tennis de Catalunya a mitjans dels anys vint. També en l'àmbit de l'hoquei va ser àrbitre, seleccionador català i membre del COE en representació d'aquest esport. També va ser membre de l'Ateneu Barcelonès i un reconegut pintor i dibuixant.